# Eversmannia sogdiana
Eversmannia sogdiana är en ärtväxtart som beskrevs av Pavel Nikolaevich Ovczinnikov. Eversmannia sogdiana ingår i släktet Eversmannia och familjen ärtväxter. Inga underarter finns listade i Catalogue of Life.